# Cup-tie Honeymoon
Cup-tie Honeymoon est un film britannique réalisé par John E. Blakeley, sorti en 1948. 

## Synopsis
Joe Butler, fils d'un grand patron, doit choisir entre jouer pour l'équipe de football de l'usine familiale ou celle de son école. Il fait son choix et tombe amoureux d'une ravissante secrétaire.

## Fiche technique
- Réalisation : John E. Blakeley
- Scénario : John E. Blakeley, Harry Jackson et Arthur Mertz
- Durée : 93 minutes

## Distribution
- Sandy Powell : Joe Butler
- Dan Young : Cecil Alistair
- Betty Jumel : Betty
- Pat McGrath : Eric Chambers
- Violet Farebrother : Mary Chambers
- Frank Groves : Jimmy Owen
- Joyanne Bracewell : Pauline May
- Vic Arnley : Grand-père
- Harold Walden : lui-même